# العريف (مودية)

تعديل مصدري - تعديل

العريف هي إحدى قرى عزلة مودية بمديرية مودية التابعة لمحافظة أبين، بلغ تعداد سكانها 70 نسمة حسب تعداد اليمن لعام 2004.